# Resolució 288 del Consell de Seguretat de les Nacions Unides
La Resolució 288 del Consell de Seguretat de les Nacions Unides, aprovada per unanimitat el 17 de novembre de 1970 després de reafirmar les resolucions 216 (1965), 221 (1966), 232 (1966), 253 (1968) i 277 (1970), el Consell sol·licita al Regne Unit com potencia administradora de República de Rhodèsia que posés fi a la rebel·lió il·legal. El Consell va decidir que les sancions existents contra Rhodèsia es mantindrien i li va demanar als altres Estats que implementessin totes les resolucions pertinents i que no oferissin cap forma de reconeixement al règim.